# Drag queen

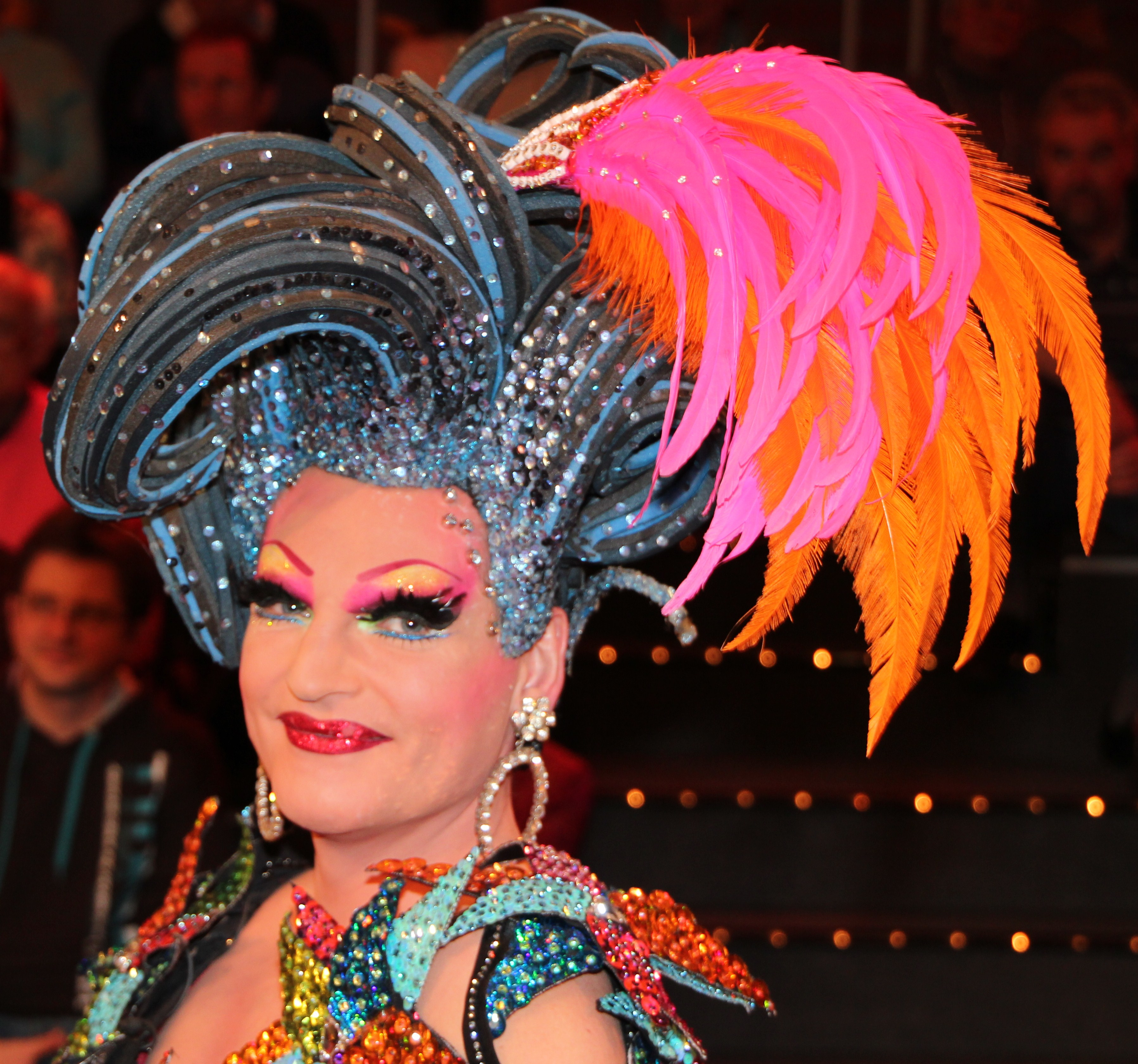
Olivia Jones

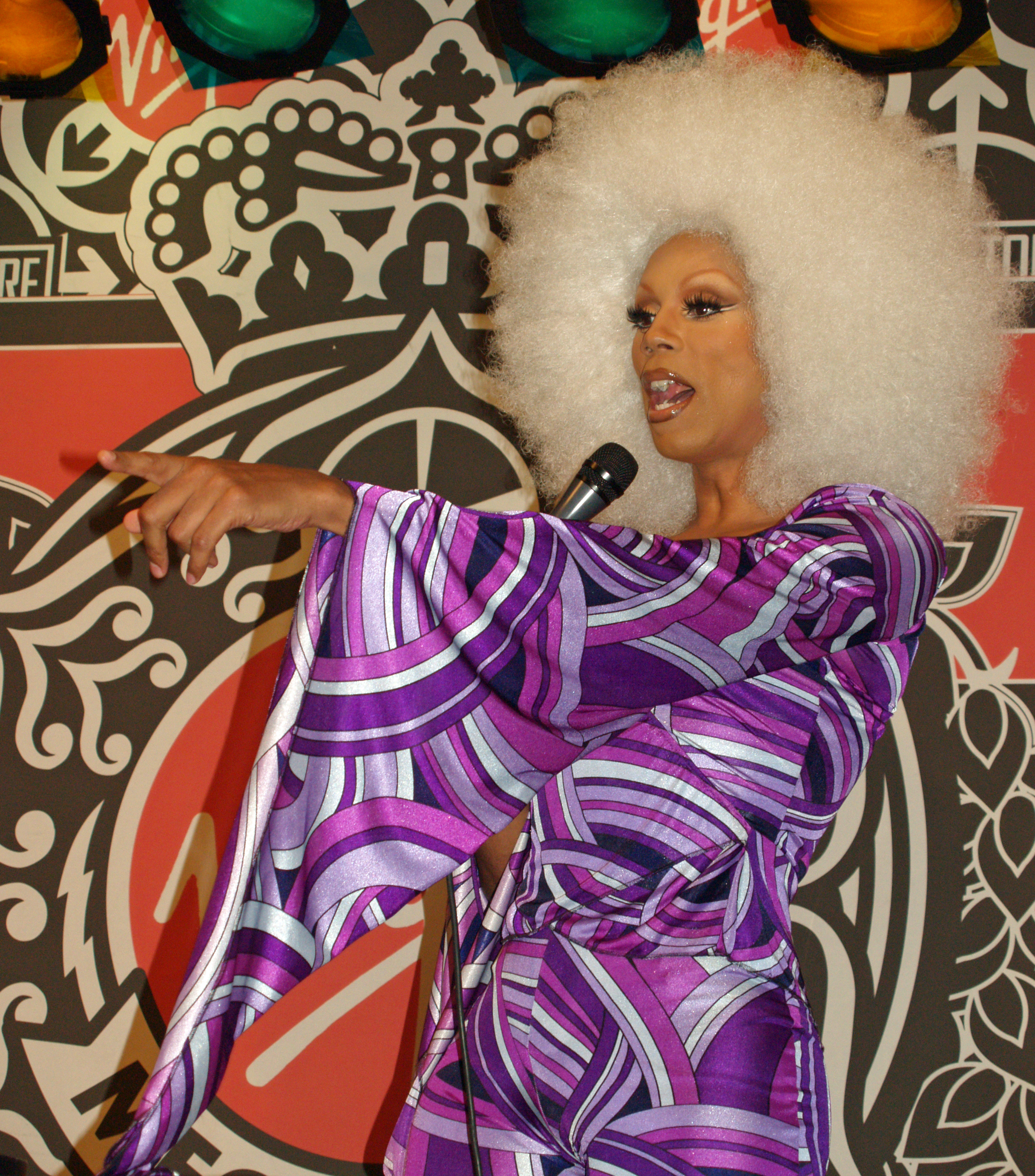
RuPaul

Drag queen (z ang. in drag oznacza bycie w przebraniu przeciwnej płci, queen – królowa) – określenie postaci scenicznej kreowanej przez artystów przedstawiających postacie kobiece przy użyciu efektownych ubrań i mocnego makijażu. Drag queen są najczęściej mężczyźni, ale mogą to być też osoby o innej tożsamości płciowej. Przeciwieństwem drag queen są drag king, czyli osoby odgrywające postacie męskie.

## Historia
Termin został po raz pierwszy użyty w społeczności gejowskiej w USA w latach 20. i 30. XX wieku. W tym okresie w Nowym Jorku odbywały się pierwsze spektakle tego rodzaju. Drag było akronimem dla dressed as a girl (ubrany jak dziewczyna), queen odnosiło się dla specyficznej afektowanej stylistyki. Jako synonimu drag queen często używano określenia female impersonator (osoba udająca kobietę) lub male impersonator. Współcześnie uważa się jednak, że nie jest to adekwatne określenie, ponieważ drag queen wcale nie chcą być uważane za kobiety, chcą jedynie wskazać na performatywny charakter płci. Parodiując męskość czy kobiecość drag queen zwracają uwagę na teatralny charakter płci kulturowej (gender).
Zjawisko przedstawień, w których mężczyźni przebierają się za kobiety lub kobiety za mężczyzn ma długą tradycję w kulturach świata. W starożytnym i XVII-wiecznym teatrze europejskim role kobiece były odgrywane przez mężczyzn. Podobnie w japońskim teatrze kabuki wszystkie rolę kobiece są odgrywane przez mężczyzn. W XX wieku w Japonii popularny stał się teatr Takarazuka Revue, w którym we wszystkich przedstawieniach role męskie odgrywają kobiety.
Drag queen odegrały istotną rolę w zamieszkach pod Stonewall, które zapoczątkowały ruch emancypacji gejów i lesbijek. Z tego względu ich obecność jest istotna podczas parad równości. Drag queen odgrywają często role rzeczniczek i liderek społeczności LGBT.

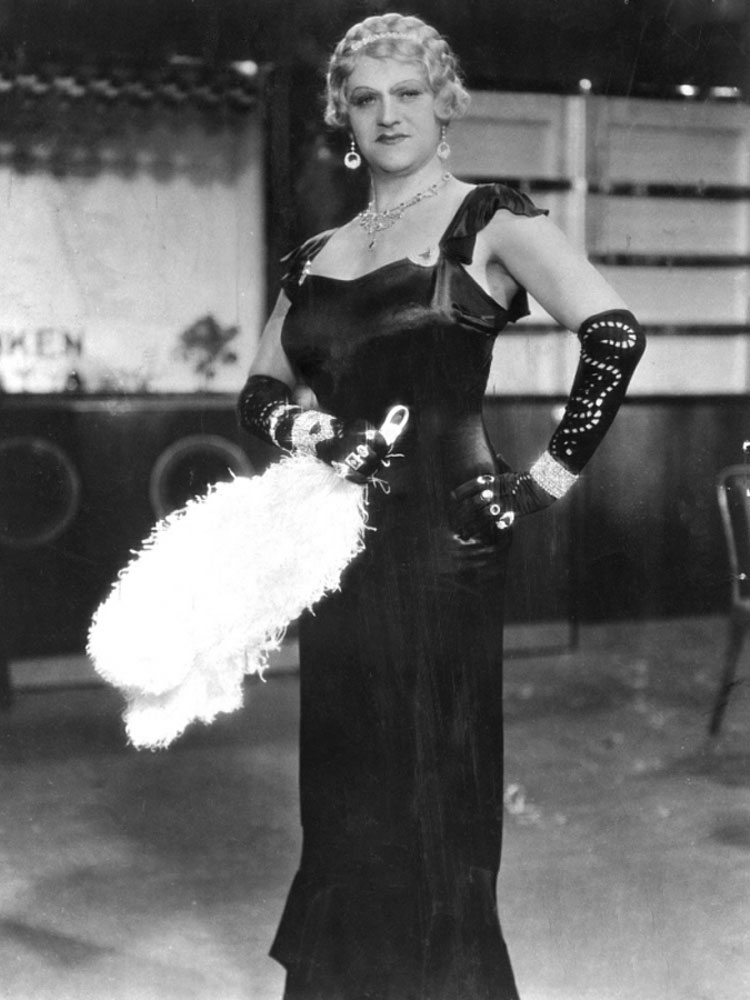
Eugeniusz Bodo jako Mae West w filmie Piętro wyżej (1937)

Pierwszym w historii kina filmem z udziałem drag queen była komedia The Countess Charming (1917), w której aktor Julian Eltinge wcielił się w rosyjską hrabinę. Pierwszym polskim filmem z występem drag queen było Piętro wyżej (1937), w którym Eugeniusz Bodo, jako Mae West, zaśpiewał piosenkę „Sex appeal”.
W dawnej NRD oraz RFN estradowe występy drag queen nie miały związków ze środowiskami LGBT i były częstym motywem działalności rozrywkowej anglosaskiego obszaru kulturowego, noszącym nazwę travesti.

## Kreacja

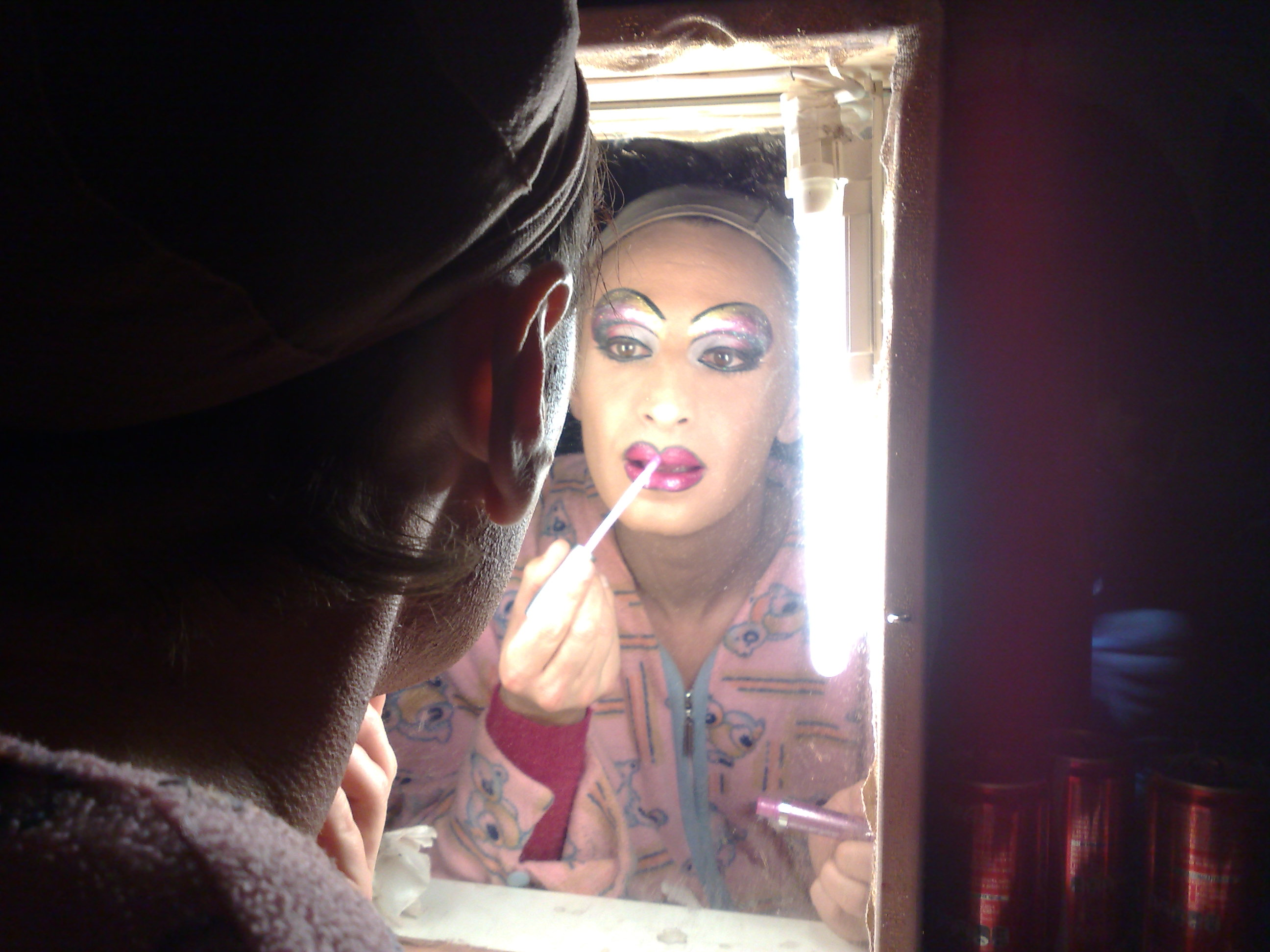
Lorella Sukkiarini, włoska drag queen, nakłada makijaż

Makijaż, strój i choreografia drag queens są często przesadne lub zamierzenie karykaturalne i odróżniają je od „zwyczajnych” kobiet, robią to w celu uzyskania satyrycznego lub dramatycznego efektu. Elementem występu jest często upodobnienie się do znanych kobiet estrady, czasem ich parodia.
Drag queen nie zawsze są gejami lub transwestytami, jako że dla drag queen celem przebierania się jest bawienie publiczności, nie zaś zaspokojenie swoich potrzeb seksualnych.

Wiele osób myli drag queen z transwestytami, a to bardzo duży błąd! Nawet w garderobie robiąc makijaż czy ubierając klipsy i perukę czuje się facetem i myślę jak facet.

Nigdy nie udawałem, że jestem kobietą. Ile widzieliście kobiet, noszących siedemnastocentymetrowe obcasy, półtorametrowe peruki i obcisłe sukienki? Nie ubieram się jak kobieta, ubieram się jak drag queen!

Nie należy mylić osoby aktora z graną przez niego postacią sceniczną. Jeśli postać drag queen (do której zwracamy się w rodzaju żeńskim) gra mężczyzna, gdy występuje on poza sceną i prywatnie, należy się do niego zwracać w rodzaju męskim.

## Wybrane postacie
- Adelon – postać kreowana przez Łukasza Rembasa, charakteryzatora, filmowca amatora, uczestnika polskiej edycji Mam Talent. Znany szczególnie jako impersonator Adele, jednak na swoim koncie ma również postaci takie jak Magda Gessler czy Violetta Villas i inne.
- Charlotte – postać kreowana przez Daniela Michalskiego, polskiego aktywistę LGBT, polityka partii Zielonych, pierwszego kandydata, który startował do Parlamentu Europejskiego[11].
- Conchita Wurst – „pochodząca z górskiej części Austrii”[12] postać kreowana przez Thomasa Neuwirtha; laureatka 59. Konkursu Piosenki Eurowizji w 2014[13].
- Dumott Schunard – w amerykańskim musicalu Rent.
- DQ – postać kreowana przez Petera Andersena, duńskiego piosenkarza wykonującego muzykę disco; reprezentantka Danii w 52. Konkursie Piosenki Eurowizji w 2007.
- Ka Katharsis – polska drag queen, artystka, performerka i działaczka na rzecz osób LGBT+, identyfikująca się jako osoba transpłciowa i niebinarna.
- Kim Lee – postać kreowana przez Andy’ego Nguyena.
- Lola – postać występująca w filmie Kinky Boots.
- Lulla la Polaca – postać kreowana przez polskiego performera Andrzeja Szwana, znana jako najstarsza polska drag queen[14].
- Mae West – w filmie Piętro wyżej.
- Mitzi i Felicia – postacie z filmu Priscilla, królowa pustyni i z jego musicalowej inscenizacji[15].
- Noxeema Jackson, Vida Boheme i Chi-Chi Rodriguez – w filmie Ślicznotki.
- Papina McQueen – polska drag queen, postać kreowana przez Pawła Rupalę, związana z Teatrem BARAKAH, znana z programów telewizyjnych, m.in. Fort Boyard.
- Pabllo Vittar – brazylijska drag queen pochodząca z São Luis wykreowana przez Phabullo Rodriguesa da Silvę.
- Queentastic – norweski zespół muzyczny tworzony przez Deana Erika Andersena i Geira Lillejorda.
- Sestre – słoweński zespół muzyczny tworzony przez Tomaža Mihelicia, Damjana Levca i Srečkę Blasu; reprezentantki Słowenii w 47. Konkursie Piosenki Eurowizji w 2002.
- Shady Lady – polska drag queen, artystka, performerka oraz działaczka na rzecz społeczności osób LGBT+, postać kreowana przez Sebastiana Muchę.
- Wierka Serdiuczka – postać kreowana przez Andrija Danyłkę, ukraińskiego piosenkarza wykonującego muzykę pop, dance i folk; laureatka drugiego miejsca dla Ukrainy w finale 52. Konkursie Piosenki Eurowizji w 2007.
- Żaklina – postać kreowana przez Jacka Kudlińskiego; uczestniczka polskiej edycji Mam talent![16].